# Euthalia djata
Euthalia djata is een vlinder uit de onderfamilie Limenitidinae van de familie Nymphalidae. De wetenschappelijke naam van de soort is voor het eerst geldig gepubliceerd in 1887 door William Lucas Distant.

## Ondersoorten
- Euthalia djata djata
- Euthalia djata ludonia Staudinger, 1889
- Euthalia djata rubidifascia Talbot, 1929
- Euthalia djata siamica Riley & Godfrey, 1925